# Episodi di Genitori in blue jeans (sesta stagione)
La sesta stagione della serie televisiva Genitori in blue jeans è stata trasmessa in anteprima negli Stati Uniti dalla ABC tra il 19 settembre 1990 e il 24 aprile 1991.
| nº | Titolo originale                     | Titolo italiano                                  | Prima TV USA      | Prima TV Italia |
| -- | ------------------------------------ | ------------------------------------------------ | ----------------- | --------------- |
| 1  | Mike's Choice                        | Fai la cosa giusta!                              | 19 settembre 1990 |                 |
| 2  | Midnight Cowboy                      | Attore a New York                                | 26 settembre 1990 |                 |
| 3  | Roommates                            | Vita da grandi                                   | 3 ottobre 1990    |                 |
| 4  | Daddy Mike                           | Che sfortuna papà                                | 10 ottobre 1990   |                 |
| 5  | Ben's Sure Thing                     | Adesso o mai più                                 | 17 ottobre 1990   |                 |
| 6  | Jason Flirts, Maggie Hurts           | Crisi di mezza età                               | 24 ottobre 1990   |                 |
| 7  | Happy Halloween (Part 1 e 2)         | Halloween - La Notte delle streghe (1 e 2 parte) | 31 ottobre 1990   |                 |
| 8  | Happy Halloween (Part 1 e 2)         | Halloween - La Notte delle streghe (1 e 2 parte) | 31 ottobre 1990   |                 |
| 9  | Let's Go Europe (Part 1 2 e 3)       | Va Va Va Voom Tours (1 2 e 3 parte)              | 7 novembre 1990   |                 |
| 10 | Let's Go Europe (Part 1 2 e 3)       | Va Va Va Voom Tours (1 2 e 3 parte)              | 14 novembre 1990  |                 |
| 11 | Let's Go Europe (Part 1 2 e 3)       | Va Va Va Voom Tours (1 2 e 3 parte)              | 28 novembre 1990  |                 |
| 12 | Divorce Story                        | Cronaca di un divorzio                           | 5 dicembre 1990   |                 |
| 13 | The World According to Chrissy       | Il Mondo secondo Chrissy                         | 19 dicembre 1990  |                 |
| 14 | How Could I Leave Her Behind?        | Come potrei dimenticarla?                        | 2 gennaio 1991    |                 |
| 15 | Like Father, Like Son                | Tu come me                                       | 9 gennaio 1991    |                 |
| 16 | Ben's Rap Group                      | Il rap di Ben                                    | 23 gennaio 1991   |                 |
| 17 | Eddie, We Hardly Knew Ye             | In visita da Maggie                              | 30 gennaio 1991   |                 |
| 18 | Maggie Seaver's: The Meaning of Life | Domani accadrà                                   | 6 febbraio 1991   |                 |
| 19 | All the World's a Stage              | Primo attore                                     | 13 febbraio 1991  |                 |
| 20 | Not with My Carol You Don't          | Solo per te, principessa                         | 20 febbraio 1991  |                 |
| 21 | Meet the Seavers                     | Ciak si vive!                                    | 6 marzo 1991      |                 |
| 22 | Carol's Carnival                     | La casa degli specchi                            | 27 marzo 1991     |                 |
| 23 | Home Schooling                       | Mamma fa scuola                                  | 17 aprile 1991    |                 |
| 24 | Viva Las Vegas                       | Fino all'ultimo minuto                           | 24 aprile 1991    |                 |